# Titularbistum Remesiana
Remesiana ist ein Titularbistum sowohl der römisch-katholischen Kirche als auch der Serbisch-Orthodoxen Kirche.
Das Titularbistum geht zurück auf ein früheres Bistum der gleichnamigen antiken Stadt in der römischen Provinz Moesia superior bzw. in der Spätantike Dacia, heute Bela Palanka im Okrug Pirot in Serbien. Das Bistum gehörte der Kirchenprovinz Sardica an.
| katholische Titularbischöfe von Remesiana |                                   |                                                                                     |                   |                   |
| Nr.                                       | Name                              | Amt                                                                                 | von               | bis               |
| 1                                         | Joseph-Marie Leray MSC            | Apostolischer Vikar der Gilbertinseln (Gilbert- und Elliceinseln/Deutsch-Neuguinea) | 27. Juli 1897     | 17. Oktober 1929  |
| 2                                         | Federico Melendro Gutiérrez SJ    | Apostolischer Vikar von Anking (Republik China)                                     | 14. Februar 1930  | 11. April 1946    |
| 3                                         | Francisco Javier Ochoa Ullate OAR | Altbischof von Kweiteh (Republik China/Volksrepublik China)                         | 11. Dezember 1947 | 6. September 1976 |
| 4                                         | Jacques Fihey                     | Weihbischof in Marseille Bischof des Französischen Militärordinariats (Frankreich)  | 31. Mai 1977      | 22. April 1989    |
| 5                                         | Sylvester Donovan Ryan            | Weihbischof in Los Angeles (USA)                                                    | 17. Februar 1990  | 28. Januar 1992   |
| 6                                         | Nicola de Angelis CFIC            | Weihbischof in Toronto (Kanada)                                                     | 27. April 1992    | 28. Dezember 2002 |
| 7                                         | Francis Ronald Reiss              | Weihbischof in Detroit (USA)                                                        | 7. Juli 2003      |                   |

| orthodoxe Titularbischöfe von Remesiana |                  |                                            |      |      |
| Nr.                                     | Name             | Amt                                        | von  | bis  |
| 1                                       | Andrej Ćilerdžić | Assistent des Belgrader Patriarchen Irinej | 2011 | 2014 |